# Myślnik
Myślnik – znak pisarski z grupy znaków interpunkcyjnych w postaci dłuższej niż dywiz, poziomej kreski położonej w pobliżu średniej linii pisma. W druku znak pisarski myślnika powinien być reprezentowany przez jeden z dwóch znaków typograficznych: pauzę lub półpauzę.

## Użycie
W języku polskim myślnik używany jest najczęściej:
- zamiennie z przecinkiem przy wtrąceniach (ale konsekwentnie ten sam znak na początku i końcu wtrącenia)[3], np.:

Gdzieś tam na stole – tym takim drewnianym – stała szklanka.
(w przykładzie do oznaczenia myślnika użyte są półpauzy)
- w zapisie dialogów[4], np.:

— Nie widziałeś gdzieś szklanki? — spytał Bazyli.
(w przykładzie do oznaczenia myślnika użyte są pauzy)
- zastępując powtarzany czasownik[5], np.:

Jutro będę w Krakowie, pojutrze – w Kielcach, za tydzień – w Warszawie.

## Błędy
Częstym uchybieniem typograficznym, zdarzającym się nie tylko w amatorsko pisanych tekstach, jest użycie znaku dywizu (najkrótszej poziomej kreski położonej w pobliżu średniej linii pisma) dla oznaczenia myślnika. Taki błąd popełniany jest głównie z powodu braku bezpośredniego dostępu myślnika z klawiatury – dywiz natomiast jest dostępny.
W Unikodzie myślnik występuje w wersjach:
| Nazwa    | Znak | Unicode | Kod HTML                         | Nazwa unikodowa |
| -------- | ---- | ------- | -------------------------------- | --------------- |
| Półpauza | –    | U+2013  | &ndash; lub &#x2013; lub &#8211; | EN DASH         |
| Pauza    | —    | U+2014  | &mdash; lub &#x2014; lub &#8212; | EM DASH         |